# Caroline Gennez
Caroline Paulette H.J. Gennez, née le 21 août 1975 à Saint-Trond, est une femme politique belge, néerlandophone, membre du Vooruit, parti socialiste flamand, dont elle est la présidente de 2007 à 2011.

## Biographie
Elle est licenciée en sciences politiques et sociales (KUL). Elle est attachée et conseillère du cabinet Johan Vande Lanotte (1999-2003).
Le 17 décembre 2022, elle prête serment devant le roi en tant que nouvelle ministre de la Coopération au développement et de la Politique des grandes villes, en remplacement de Meryame Kitir. L'ancienne présidente du sp.a, aujourd'hui dénommé Vooruit (socialistes flamands), revient sur le devant de la scène après une dizaine d’années sur les bancs de différents parlements. 

## Carrière politique
- 1998-2003 : présidente des jeunes socialistes (Animo)
- 2001-2003 : conseillère communale de Saint-Trond
- 2003-2003 : échevine à Saint-Trond
- 2003-2004 : sénateur coopté
- 2003-2005 : vice-présidente du Sp.a
- 2005-2007 : présidente a.i. du Sp.a
- 2007-2011 : présidente du Sp.a
- 2007- : conseillère communale à Malines
- 2007- : première échevine à Malines
- 2004-2007 : députée flamande
- 2009-2010 : députée flamande
- 2010-2014 : députée fédérale belge
- 2014-2022   : députée flamande
- 2022-2024  : ministre fédérale belge
- depuis 2024  : ministre flamande